# Исток (Улан-Удэ)
Исто́к (бур. Уһанай Эхин Бага Хороо) — упразднённое село, находившееся в подчинении Советского района города Улан-Удэ Бурятии. В 2009 году включено в состав города и исключено из учётных данных.

## География
Исток расположен по юго-восточной стороне федеральной автомагистрали Р258 «Байкал» в степной равнинной местности, в 11 км юго-западнее центра города Улан-Удэ, на левобережье Селенги, в 2 км от русла реки. С юга граничит с Иволгинским районом.

## История
17 апреля 1992 года сёла Исток и Степной переданы из состава Иволгинского района в подчинение Улан-Удэнскому горсовету.
Постановлением Народного Хурала Республики Бурятия от 3 декабря 2009 года № 1233-IV село Исток присоединен к Советскому району города Улан-Удэ.

## Население
| 2002 |
| ---- |
| 3129 |

## Инфраструктура
- территориально-общественное самоуправление (ТОС)
- средняя общеобразовательная школа (в двух зданиях)
- два детских сада
- врачебная амбулатория
- сквер «Сказка»